# Gimnasio de la Universidad de Aeronáutica y Astronáutica de Pekín

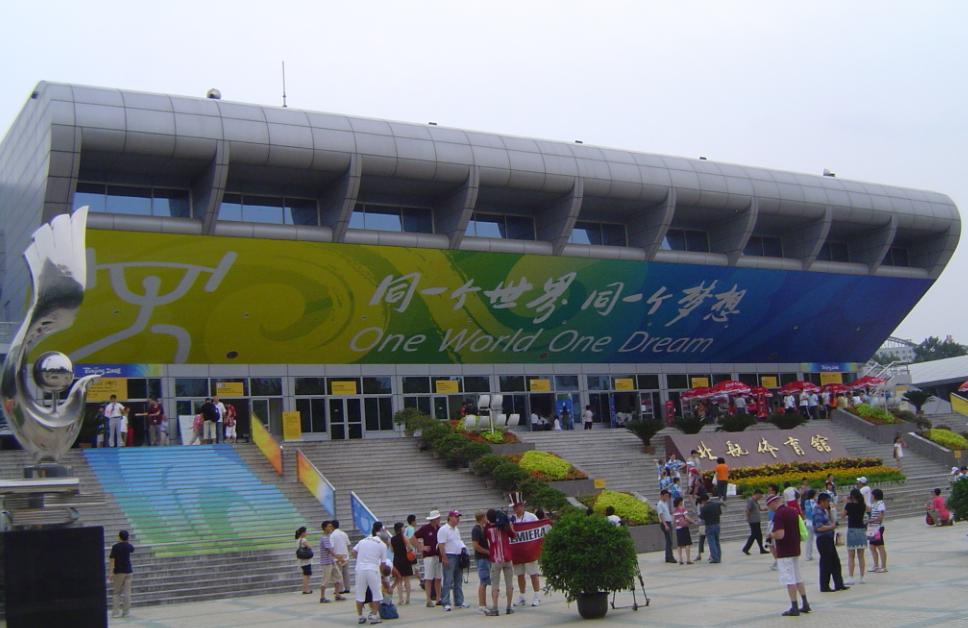
Aledaños del Gimnasio de la Universidad de Beihang.

El Gimnasio de la Universidad de Beihang es un pabellón deportivo, situado en Pekín (China) y en el cual se celebraron las competiciones de halterofilia correspondientes a los Juegos Olímpicos de 2008. 
Con capacidad para 5.400 espectadores, esta instalación se encuentra ubicada en el campus de la Universidad de Beihang, al noroeste de la capital china y a unos 4 km al sudoeste del Parque Olímpico.